# Vladimir Galaiba
Vladimir Galaiba född 27 juli 1960 är en före detta rysk fotbollsspelare. 
Galaiba var en tekniskt lagd mittfältare som spelade med Torpedo Moskva i Ryssland under flera år. Han kom till IFK Luleå säsongen 1989 och under hans tid var klubben en halvlek från att ta steget upp i Allsvenskan men föll i en klassisk kvalmatch mot Västra Frölunda IF.
Han stannade i IFK Luleå fram till säsongen 1998 och har efter karriären varit huvudtränare för klubben.
Galaiba har även tränat IFK Luleås juniorlag under ett flertal säsonger.